# Washington Olivera
Washington Olivera Castro (Montevideo, 25 de junio de 1954) es un exfutbolista y entrenador uruguayo. Durante la década de los años 1980 se convirtió en uno de los jugadores más emblemáticos de Cobreloa y del fútbol en Chile.

## Selección nacional
Por la Selección Uruguaya jugó en diez ocasiones y marcó un gol. Fue llamado por el entrenador José María «Chema» Rodríguez, luego lo dirigió Omar Borrás y finalmente Juan Eduardo Hohberg.
Este último lo llamó para las eliminatorias de la Copa Mundial de Fútbol de 1978, proceso en el que compartió con Fernando Morena, Juan Ramón Carrasco, Darío Pereyra, Pedro Gaffigna, Rafael Villazán y Alfredo de los Santos. El "Trapo" fue quien marcó el gol del 1-1 en Caracas y que significó la eliminación de Uruguay a ese Mundial.

## Clubes
| Club                 | País      | Año       |
| -------------------- | --------- | --------- |
| Nacional             | Uruguay   | 1970-1971 |
| Racing Club          | Argentina | 1971-1974 |
| Montevideo Wanderers | Uruguay   | 1974-1975 |
| Tigres de la UANL    | México    | 1975-1977 |
| Universidad Nacional | México    | 1977-1978 |
| Peñarol              | Uruguay   | 1978-1979 |
| O'Higgins            | Chile     | 1980      |
| Cobreloa             | Chile     | 1981-1983 |
| Everton              | Chile     | 1983-1984 |
| Provincial Osorno    | Chile     | 1984-1985 |
| Deportes Iquique     | Chile     | 1986      |

## Palmarés

### Campeonatos nacionales
| Título           | Club     | País  | Año  |
| ---------------- | -------- | ----- | ---- |
| Primera División | Cobreloa | Chile | 1982 |
| Copa Chile       | Everton  | Chile | 1984 |

### Distinciones individuales
| Distinción                                              | Año  |
| ------------------------------------------------------- | ---- |
| Máximo goleador de Torneo Juvenil de Uruguay            | 1970 |
| Máximo goleador de Primera División de Chile (28 goles) | 1983 |